# Dumortieropsis liukiuensis
Dumortieropsis es un género monotípico de musgos hepáticas de la familia Monosoleniaceae. Su única especie: Dumortieropsis liukiuensis, es originaria de Japón.

## Taxonomía
Dumortieropsis liukiuensis fue descrita por Yoshiwo Horikawa  y publicado en Journal of Science of Hiroshima University, Series B, Division 2 (Botany) 2: 117. f. 4. 1934.